# Amt Geltinger Bucht
La comunità amministrativa di Geltinger Bucht (Amt Geltinger Bucht) si trova nel circondario di Schleswig-Flensburgo nello Schleswig-Holstein, in Germania.

## Suddivisione
Comprende 16 comuni:
1. Ahneby (195)
2. Esgrus (781)
3. Gelting (2 117)
4. Hasselberg (867)
5. Kronsgaard (247)
6. Maasholm (612)
7. Nieby (123)
8. Niesgrau (516)
9. Pommerby (155)
10. Rabel (631)
11. Rabenholz (280)
12. Stangheck (231)
13. Steinberg (830)
14. Steinbergkirche (2 763)
15. Sterup (1 370)
16. Stoltebüll (678)

Il capoluogo è Steinbergkirche.
(Tra parentesi i dati della popolazione al 31 dicembre 2021)